# Agripa Vasconcelos
Agripa Ulisses Vasconcelos (n. Matozinhos, Minas Gerais, 12 de abril de 1896 – m. Belo Horizonte, 20 de janeiro de 1969) foi médico, escritor ficcionista e poeta brasileiro.
Destacou-se como autor de romances históricos, a “Saga do País das Gerais”, que retratam diversos períodos, locais e personagens icônicos da história de Minas Gerais. Ganhou maior notoriedade ainda quando seus romances A vida em flor de Dona Beja e Chica que manda, foram transformados em telenovelas da TV Manchete com os títulos de D. Beija (1986) e Xica da Silva (1996). Foi também poeta e estreou na literatura com a coletânea de poemas Silêncio, publicada em 1920, que lhe rendeu a eleição para uma cadeira na Academia Mineira de Letras.
Agripa era filho de Ulisses Gabriel Vasconcelos e Orminda Guimarães Vasconcelos. Por parte de pai, era descendente (tetraneto) da matriarca do Pompéu, Dona Joaquina Bernarda da Silva de Abreu Castelo Branco Souto Mayor de Oliveira Campos, retratada em seu romance Sinhá braba. Pelo lado materno, era bisneto de Francisco de Paula Fonseca Vianna, barão e visconde do Rio das Velhas.
Fez o curso primário em Sete Lagoas e o secundário em Juiz de Fora. Estudou medicina no Rio de Janeiro. Ainda jovem se dedicou à poesia parnasiana, tendo-se candidatado à Academia Mineira de Letras, na ocasião da morte de Alphonsus de Guimaraens em 1921. Após a renúncia de Moacyr Chagas, que havia sido eleito em seu lugar para a cadeira vaga, Agripa Vasconcelos se tornou, aos 25 anos de idade, o mais jovem acadêmico daquela instituição. Foi também membro do Instituto Histórico e Geográfico de Minas Gerais, do Instituto Histórico de Ouro Preto e do Instituto Histórico e Geográfico de Pompéu/MG.

### Lista de obras
- Silêncio. Rio de Janeiro: Joaquim Bastos Monteiro (1920).
- Suor de sangue. Belo Horizonte, Imp. Oficial (1948).
- A morte do escoteiro Caio. Belo Horizonte, Imp. Oficial (1951).
- Fome em Canaã: romance. Rio de Janeiro, Ed. O Cruzeiro (1951).
- A vida em flor de Dona Beja: romance histórico. Rio de Janeiro, Pongetti (1957).
- Sementeira nas pedras. [S.l.]: [s.n.] (1959).
- Sinhá braba: romance do ciclo agropecuário nas Gerais. Belo Horizonte: Itatiaia (1966).
- Gongo Sôco: romance do ciclo do ouro nas Gerais. Belo Horizonte: Itatiaia (1966).
- Chica que manda: romance do ciclo dos diamantes nas Gerais. Belo Horizonte: Itatiaia (1966).
- Chico Rei: romance do ciclo da escravidão nas Gerais. Belo Horizonte: Itatiaia (1966).
- Ouro verde e gado negro: romance dos ciclos do café e da abolição do cativeiro nas Gerais. SESC Minas Gerais (2003). Publicação póstuma.
- São Chico: romance do nordeste brasileiro. SESC Minas Gerais (2004). Publicação póstuma.
- Corpo fechado: lendas e contos. SESC Minas Gerais (2008). Publicação póstuma.
- As diabruras da comadre Raposa. Belo Horizonte: Imprensa Oficial de Minas Gerais (2016). Publicação póstuma.